# Alexey Vermeulen
Alexey Vermeulen (Memphis, Tennessee, 16 de desembre del 1994) és un ciclista estatunidenc professional des del 2016 i actualment a l'equip Team LottoNL-Jumbo.

## Palmarès
- 2011
  -  Campió dels Estats Units júnior en ruta
- 2018
  - Vencedor d'una etapa a la Volta al Marroc